# Padina (obwód Kyrdżali)
Padina (bułg. Падина) – wieś w Bułgarii, w obwodzie Kyrdżali, w gminie Ardino. Według danych szacunkowych Ujednoliconego Systemu Ewidencji Ludności oraz Usług Administracyjnych dla Ludności, 15 czerwca 2020 roku miejscowość liczyła 785 mieszkańców.

## Historia
Wieś znalazła się na terytorium Bułgarii w 1912 roku pod turecką nazwą Makmular. Nazwa Została przemianowana na Padina rozporządzeniem ministerialnym nr 2820, ogłoszonym 14 sierpnia 1934 r.